# Chepstow

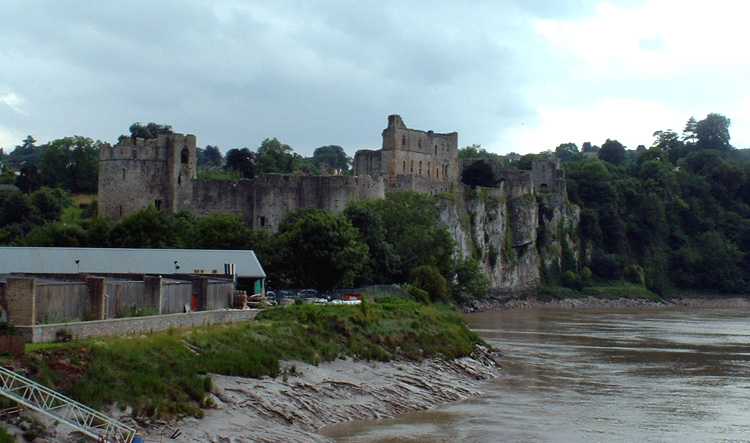
Chepstow Castle vom Wye aus gesehen

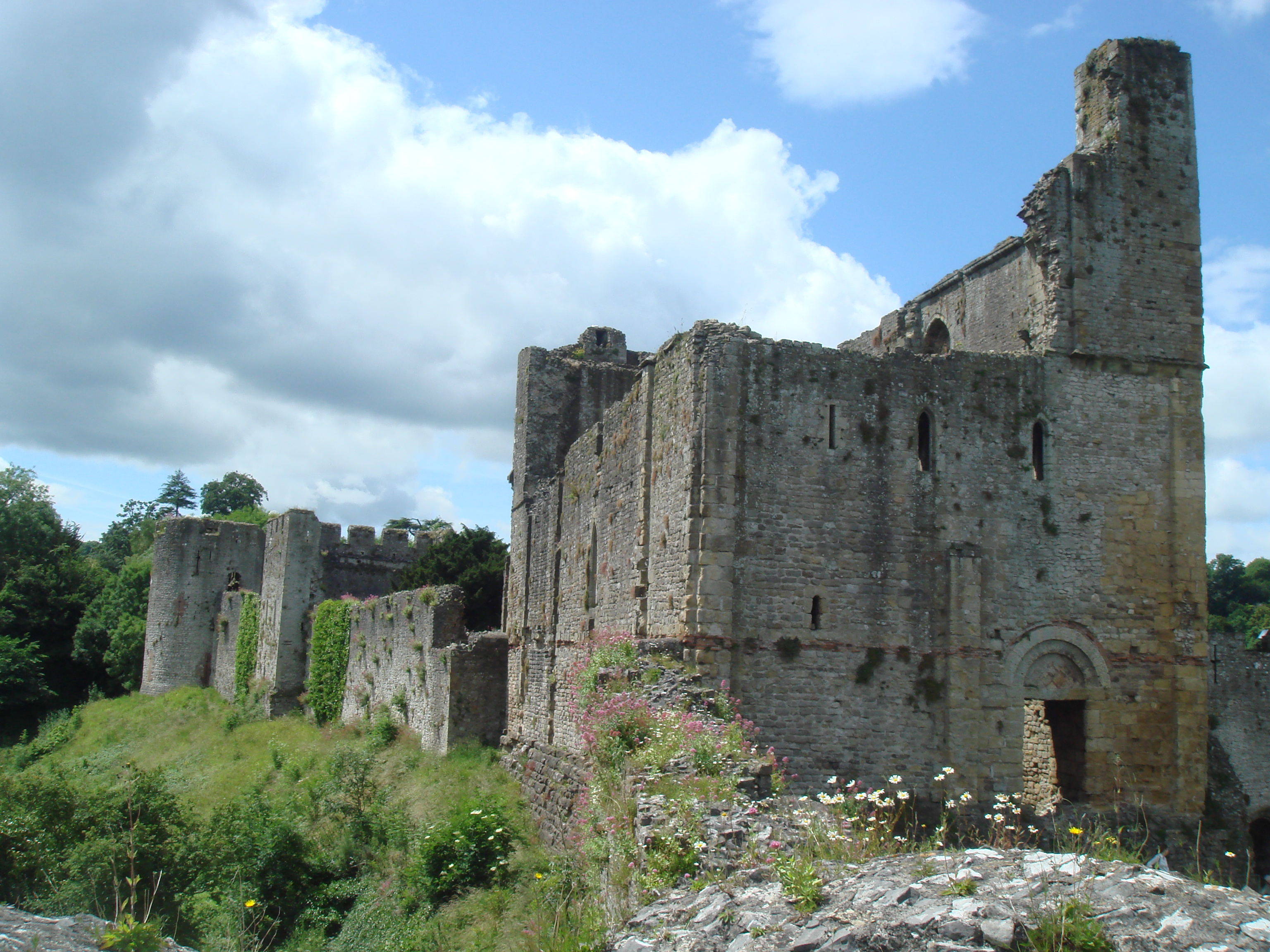
Chepstow Castle

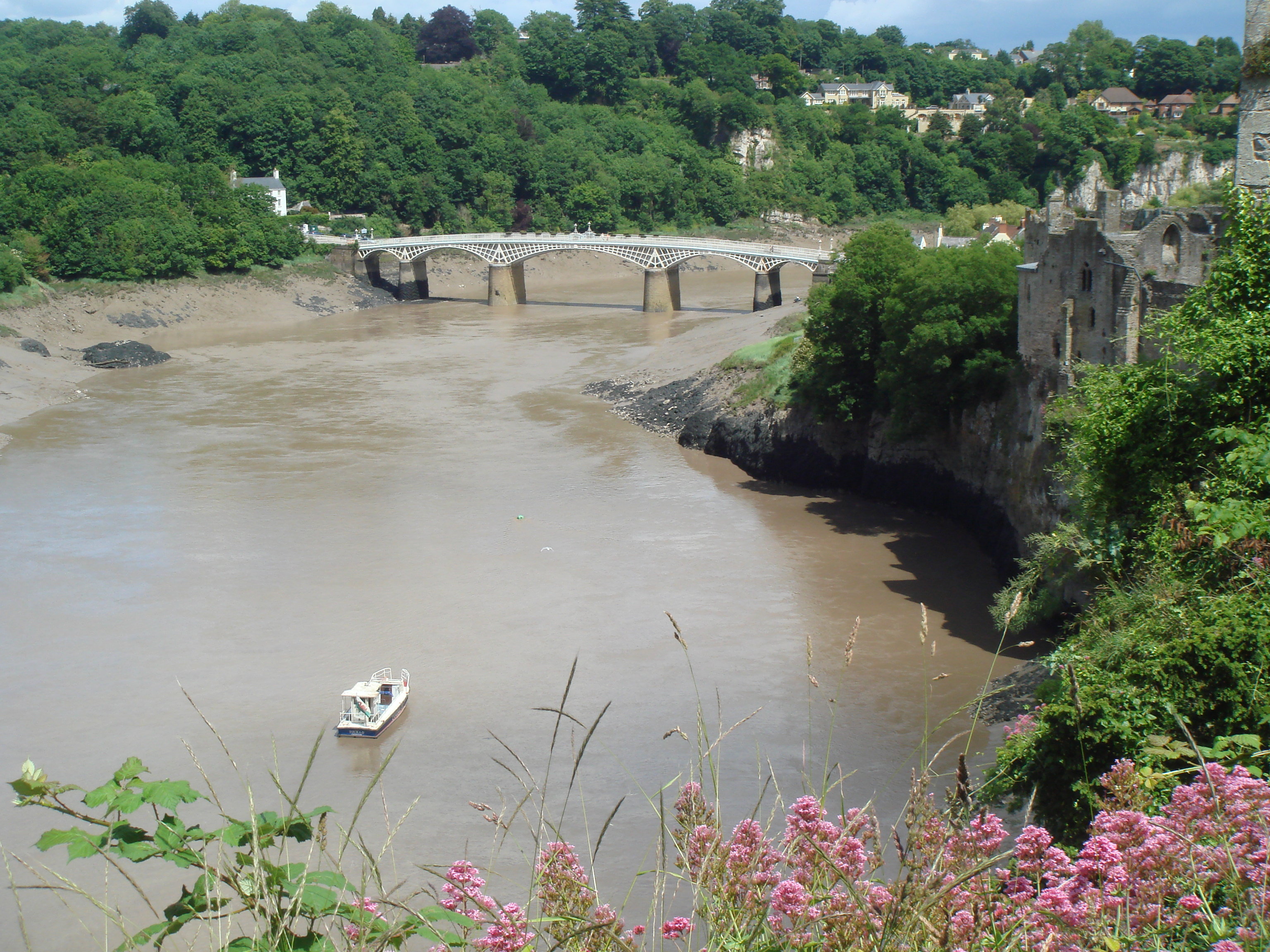
River Wye & Old Wye Bridge

Chepstow (walisisch: Cas-gwent) ist eine Stadt in Wales, an der Grenze zu England. Dort treffen die Grafschaften Monmouthshire und Gloucestershire aufeinander. Chepstow liegt am Westufer des Severn, nahe dem Zusammenfluss mit dem River Wye. Die Stadt ist bekannt für die Burg Chepstow Castle und die Pferderennbahn, auf der das walisische Grand National Rennen ausgetragen wird.

## Geschichte
Am Zusammenfluss von Severn und Wye hat es bereits seit dem frühen Mittelalter eine Siedlung gegeben. Zu Zeiten der normannischen Eroberung wurde sie Striguil genannt, abgeleitet vom walisischen Wort „ystraigyl“, was so viel wie „Flussbiegung“ bedeutet. Der Name Chepstow entstand erst später aus dem altenglischen Wort „ceap/chepe stow“, was „Marktplatz“ bedeutete.
Die ältesten Nachweise einer Besiedlung findet man neben der Heston Brake bei den befestigten Eisenzeitsiedlungen bei Bulwark und Piercefield. In römischer Zeit gab es wahrscheinlich eine Brücke oder Furt über den Wye. Diese soll dort gewesen sein, wo die jetzige Brücke über den Fluss führt. Als alternativer Standort wird auch ein Ort angesehen, der 1,5 km flussaufwärts bei Castleford liegt.
Chepstow liegt direkt auf der ehemaligen Grenze der römischen Städte von Gloucester und Caerwent. Die Stadt liegt auch nahe am südlichsten Punkt von Offa’s Dykes, der am Ostufer des Wye beginnt und bis zur Irischen See in Nordwales verläuft. Dieser Erdwall war im 8. Jahrhundert als Grenze zwischen England und Wales aufgeschüttet worden. Jüngste Forschungen bezweifeln mittlerweile, dass der Wall bei Chepstow zum eigentlichen Offa’s Dyke gehört.
Die Burg Chepstow Castle ist die älteste erhaltene Steinfestung in Großbritannien. Nach der normannischen Eroberung wurde Chepstow als idealer Standort für eine Burg angesehen. Einerseits konnte man von dort aus den Wye kontrollieren und andererseits bot die steile Sandsteinklippe zusammen mit einem engen Tal als einzigem Zugang eine hervorragende Verteidigungsposition.
Wilhelm der Eroberer befahl den Bau im Jahre 1067. Das Doomesday Book berichtet, dass mit dem Bau einer der besten Burgenbauer jener Zeit, William FitzOsbern, beauftragt wurde. Ein zusätzliches Indiz für die hervorragende strategische Lage der Burg von Chepstow ist die Eile, mit der Wilhelm den Bau dieser Burg befahl.
Da die Königreiche in jener Zeit unabhängig von der englischen Krone waren, diente die Burg auch dazu, die Waliser zu unterdrücken und davon abzuhalten in Gloucestershire einzufallen.
Nachdem im 14. Jahrhundert die Kriege zwischen England und Wales beendet waren, ließ die Wichtigkeit der Burg nach. Eine Stadt, eine Kirche und ein Hafen entstanden um die Burg herum. Im Jahre 1294 bekam Chepstow das Recht verliehen, einmal in der Woche einen Markt abzuhalten und einmal im Jahr ein Volksfest zu veranstalten. Ein weiterer Grund für den Aufschwung der Stadt war, dass sie nicht der englischen Steuerpflicht unterlag.
In dieser Zeit wurde auch die Stadtmauer, die Port Wall genannt wird, gebaut. Sie ist heutzutage noch fast vollständig erhalten. Besonders gut erhaltene Teile sind am Welsh Street Parkplatz, beidseitig der A48 zu sehen. Das Town Gate Stadttor in der High Street wurde im 16. Jahrhundert neu gebaut und diente als Zollstation.
Die bedeutendste Kirche der Stadt ist die Kirche von St. Mary. Sie ist genau wie die Burg normannischen Ursprungs, obwohl sie in späteren Jahrhunderten mehrfach umgebaut worden ist. Sie war das religiöse Zentrum der Stadt und beherbergte eine Schule und ein Kloster, das aber nicht mehr vorhanden ist. In ihm wohnten Benediktinermönche aus Cormeilles in der Normandie. Als die Klöster im Jahre 1536 aufgelöst wurden, verschwanden sie. Cormeilles ist heute Chepstows Partnerstadt.

## Wirtschaft
Neben ihrer Bedeutung als Marktort war Chepstow seit dem Mittelalter der größte Hafen in Wales. Noch in den Jahren 1790 und 1795 wurden mehr Güter in Chepstow umgeschlagen als in Swansea, Cardiff und Newport zusammen.
Obwohl fast nur Holz aus dem Wyetal gehandelt wurde, führten die Schiffsrouten von Island bis in die Türkei. Auch Frankreich, Portugal und Irland wurden oft angefahren. Vielfach wurden die Schiffe sogar in Chepstow gebaut.
Im Jahre 1840 wurden die Anführer des Chartistenaufstands in Newport von Chepstow aus nach Van-Diemens-Land, dem heutigen Tasmanien, deportiert.
Weitere Produkte, die von Chepstow aus transportiert wurden, waren Draht, der in den Drahtwalzwerken an den Nebenflüssen des Wye produziert wurde, Leder, das mit dem Farbstoff der Eichenrinde aus den umliegenden Wäldern gefärbt worden war, und Papier, das hauptsächlich aus der Mounton Papiermühle stammte. Dort wurde das erste hochwertige Papier hergestellt, das die Bank von England für ihre Geldscheine benutzte.
Für den Import von Waren diente Chepstow als Zwischenlager. Große Liefermengen konnten im tiefen Wasser des Wye bei Flut ausgeladen werden und wurden dort in Kleinmengen aufgeteilt, die dann auf kleinere Boote umgeladen wurden. Diese brachten die Waren dann den Wye hinauf nach Hereford, zur Münzprägeanstalt nach Redbrook oder den Severn hinauf nach Gloucester und in das Hinterland.
Über die Severnmündung hinweg fand reger Handelsverkehr mit Bristol statt. Bei geeignetem Tidenhub konnten so Boote den Avon hinauf bis nach Bristol fahren.
Im 19. Jahrhundert schwand die Bedeutung des Hafens und der Schiffbau geriet in eine Krise. Cardiff, Swansea und Newport waren nun die Handelszentren, da es günstiger war, die in Glamorganshire und Monmouthshire geförderte Kohle und Stahl von dort aus zu exportieren.
Die Schiffbauindustrie hatte noch einmal eine kurze Blütezeit während des Ersten Weltkriegs, als die ersten Schiffe aus vorgefertigten Teilen gebaut wurden, die sog. WAR-Schiffe. Bekannteste Vertreter dieser Schiffsbauart, die die Werften in Chepstow verließen, waren die „War Glory“ und die „War Illiad“. Allerdings waren 10.000 Bruttoregistertonnen das Größenlimit, das in Chepstow gebaut werden konnte. Das letzte in Chepstow gebaute Schiff sank 1956 im Südatlantik ohne Überlebende mit einer Ladung Getreide. Neben den bestehenden Werften von E. Finch & Company sowie der Monmouth Shipbuilding Company gründete die britische Regierung 1917 in Chepstow noch die staatliche Werft National Shipyard No.1 als Teil eines Ersatzprogramms für verlorengegangene Handelsschiffe.
Der Stadtteil, der „Garden City“ genannt wird, und Teile von Bulwark wurden 1917 errichtet, um den angeworbenen Arbeitern der „National Shipyard No. 1“ Werf, Unterkunft zu bieten. Heute leben zwei Drittel der Bevölkerung Chepstows in Bulwark.
Die Werften befanden sich an der Stelle, wo die Eisenbahnbrücke über den Wye führt. Später wurden sie von der Firma Fairfield Mabey aufgekauft und in Stahlwerke umgebaut, die Brücken und Schleusentore herstellten. Sie stellten unter anderem das Schleusentor für den Hafen in Avonmouth her, bei dessen Einbau es zu einem Unglück mit mehreren Toten kam.
In den letzten Jahren wurde dort auch das Rohmaterial für künstliche Skihallen gefertigt. Auch eine Vielzahl von Bussen, die nach Afrika exportiert werden, stammen aus Chepstow.

## Verkehr
Die alte gusseiserne Brücke über den Wye aus dem Jahre 1816 wurde von John Rastrick erbaut. Sie ist ein hervorragendes Beispiel der Ingenieurkunst des Regency-Zeitalters.
Die Brücke besteht aus fünf gusseisernen Bögen, die auf Steinsockeln ruhen und hat eine Spannweite von etwa 45 Metern. Sie ist die letzte von mehreren Holzbrücken, die dort seit mindestens 1228 gebaut worden waren.
1576 wurde die damalige Brücke als baufällig bezeichnet und es wurde ein Gesetz erlassen, dass die Grafschaften Gloucestershire und Monmouthshire jeweils für die Reparatur ihrer Hälfte zuständig seien. Da sich niemand darum kümmerte, brach die Brücke schließlich im Jahre 1606 zusammen und wurde vom Fluss fortgetragen, so dass eine neue Brücke gebaut werden musste.
Zu Beginn des 18. Jahrhunderts bestand die Brücke aus Holzplanken, die von einem zentralen Steinsockel getragen wurden, sowie jeweils fünf Holzsockeln auf jeder Seite.
Im Jahre 1785 wurde die Monmouthshire-Seite durch Steinsockel ersetzt, während die andere Seite weiterhin aus Holz bestand. Dies änderte sich erst, als die Brücke im Jahre 1815 durch John Rennie neu gebaut wurde.
Bevor die Severnbrücke, heute Teil der Autobahn M48, 1966 und eine zweite im Jahre 1988 gebaut wurde, ging sämtlicher Verkehr zwischen England und Südwales über diese Brücke. Die Severnbrücke hat die größte Spannweite in Großbritannien. Die bis dahin bestehende Aust-Beachley-Fähre wurde daraufhin eingestellt.

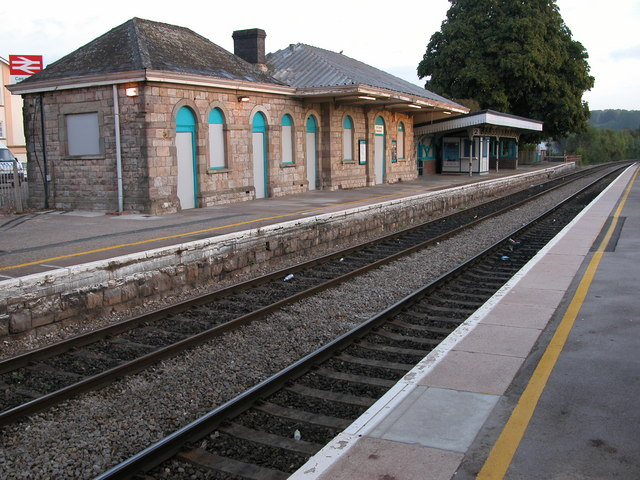
Bahnhof von Chepstow

Der Bahnhof der Stadt wird von der Linie angefahren, die von Gloucester nach Newport führt. Bis 1959 gab es noch eine weitere Linie, die von Chepstow nach Monmouth führte. Sie wurde aber aus finanziellen Gründen eingestellt.
Die Chepstow Railway Bridge, die Eisenbahnbrücke über den Wye, wurde von Isambard Kingdom Brunel entworfen und im Jahre 1852 fertiggestellt, 1966 jedoch ersetzt.

## Die heutige Stadt
In den letzten Jahren ist viel Geld in die Stadterneuerung geflossen. Mehrere Baugebiete für Wohnhäuser, insbesondere in Bayfield, wurden ausgewiesen und im Jahre 2002 wurde ein neues Krankenhaus eingeweiht, das Chepstow Community Hospital. 2 Millionen Pfund wurden in die Erneuerung des Stadtzentrums investiert. Dazu wurden Skulpturen und andere Kunstwerke aufgestellt. Aufgrund der hohen Kosten kam zwar Kritik auf, gleichzeitig gewann die Stadt mehrere Preise wegen des qualitativ guten Designs.
Das Stadtzentrum ist mit jeder Art von Geschäften gut versorgt. Das Flussufer wurde im Hinblick auf Überschwemmungen landschaftlich attraktiv umgestaltet.
Die Stadt veranstaltet regelmäßig ein Biennale Festival und Veranstaltungen zur Stadtgeschichte.
Gegenüber dem Burgeingang befindet sich das Heimatmuseum.
Industriegebiete findet man heute in Bulwark, in der Nähe des Bahnhofs. Ein großes Logistikzentrum befindet sich am Stadtrand an der Ausfahrt der Autobahn M48.
Die Pferderennbahn ist eine der führenden Kurse im walisischen Pferderennsport. Sie liegt am Stadtrand auf dem Gelände des ehemaligen Piercefield House, von dem nur noch Ruinen stehen.
Sonntags findet auf dem Gelände ein großer Markt statt, der sogar von Verkäufern aus Birmingham, London, Kent und darüber hinaus beschickt wird.
Auch verschiedene Hobby- und Antiquitätenmärkte finden im Laufe des Jahres dort statt.
Chepstow hat viele hervorragende Schulen. Eine der bekanntesten internatsähnliche Schule ist die von St. Johns on the Hill, die von Jungen und Mädchen besucht wird. Sie liegt in der Vorstadt, Richtung Tutshill.
Ausflugsziele sind der nahe gelegene Royal Forest of Dean und die 5 km entfernte Abtei von Tintern. Das südliche Ende des Wales Coast Path befindet sich in Chepstow.
Viele Einwohner der Stadt sind außerhalb beschäftigt und fahren täglich nach Bristol, Newport und Cardiff.
Partnerstadt ist die französische Stadt Cormeilles.

## Bekannte Einwohner von Chepstow
- William Bedloe (1650–1680), Teilnehmer an der Papisten-Verschwörung
- James Stephens (1821–1889), Steinmetz, Chartist und führender australischer Gewerkschafter
- Eleanor Anne Ormerod (1828–1901), führende Insektenkundlerin, wurde in der Nähe von Sedbury Park geboren
- Rees Alfred Davis (1856–1940), südafrikanischer Gartenbauer
- Grant Nicholas (* 1967), Mitglied der Band Feeder wuchs in Pwllmeyric bei Chepstow auf
- Paul Parry (* 1980), walisischer Fußballnationalspieler
- Joanne K. Rowling (* 1965), Autorin der Harry-Potter-Serie, wohnte mit ihrer Familie in Tutshill nahe Chepstow
- Owain Yeoman (* 1978), Schauspieler, bekannt durch seine Rolle als Wayne Rigsby in The Mentalist